# Maria Mayans Juan
Maria Mayans Juan (Sant Ferran de ses Roques, 1930 - 25 de juny de 2020) era una cantadora popular formenterera. Va començar a cantar quan tenia 11 anys i va aprendre l'ofici escoltant la seva mare i els seus familiars que cantaven i redoblaven fent les feines del camp i animant les festes.
Durant molts anys va fer versos, els preparava o els improvisava i fins i tot els ensenyava fent classes particulars a casa seva a al·lots joves que volen aprendre a cantar redoblant, cançó de porfèdia i cançó de tres. Al llarg de la seva vida ha cantat a tots els pobles de les Pitiüses i ha participat en el Festival de Glosadors que es fa a Sant Antoni de Portmany. Des de 1982 participà en la Cantada a la Serena que se celebra anualment a es Cubells de Sant Josep. Destaca també la seva participació en el Festival de Cançó Glosada de Manacor i en actes organitzats per Sa Nostra.
La seva tasca de recuperació i consolidació de les tradicions més arrelades al costumari formenterenc a través de la glosada popular la fan reconeguda i admirada arreu de l'illa. El 2006 va rebre el Premi Ramon Llull i el 2011 també va rebre el Premi Sant Jaume del Consell Insular de Formentera.